# Kollaps der Wellenfunktion
Als Kollaps der Wellenfunktion oder Zustandsreduktion wird die Veränderung eines quantenmechanischen Zustands bezeichnet, wenn an ihm eine physikalische Größe mit einem Messgerät gemessen wird. Der Kollaps der Wellenfunktion ist ein wichtiger Bestandteil der Kopenhagener Deutung der Quantenmechanik, einer bedeutenden Interpretation der Quantenmechanik.
Während durch den vor der Messung vorliegenden quantenmechanischen Zustand nur Wahrscheinlichkeitswerte für das Auftreten der verschiedenen Ergebnisse gegeben sind, die für diese Größe möglich sind (Eigenwert), nimmt das Objekt nach der Messung einen Zustand ein, der den gerade gemessenen Wert eindeutig festlegt (Eigenzustand). Diese Art der Zustandsänderung erfolgt nicht nach einer der deterministischen unitären Bewegungsgleichungen (Schrödingergleichung, Diracgleichung etc.).
Die Vorstellung eines Kollapses des quantenmechanischen Zustandes bei einer Messung hängt auch eng mit der Einführung eines heisenbergschen Schnittes zusammen, um das mikroskopische Quantensystem mit den klassischen Begriffen des Experimentators in Beziehung zu setzen.
Im Rahmen der Kopenhagener Deutung wird die Wellenfunktion und allgemeiner auch der quantenmechanische Zustand eines mikroskopischen Systems nicht als vollständige Beschreibung der physikalischen Realität betrachtet, sondern als die Menge der experimentell zugänglichen Informationen über das mikroskopische System. Es kann deshalb in Übereinstimmung mit der speziellen Relativitätstheorie auch angenommen werden, dass der Kollaps unstetig und augenblicklich stattfindet. Es bleibt allerdings auch unklar, wann und wie genau die Zustandsänderung im Detail erfolgen soll und was ihre physikalische Ursache ist. Ob der Kollaps zugleich auch einen realistischen physikalischen Vorgang beschreibt, ist trotz intensiver Forschungsarbeit noch immer eine offene Fragestellung (Stand 2025).
Ausgehend von früheren Diskussionen zu den Interpretationen der Quantenmechanik entwickelte der Physiker Dieter Zeh dann in den Siebzigerjahren des zwanzigsten Jahrhunderts den Begriff der Dekohärenz. Diese tritt insbesondere dann in Erscheinung, wenn der Einfluss der weiteren Umgebung auf das mikroskopische Objekt und das makroskopische Messinstrument, beispielsweise durch elektromagnetische und/oder gravitative Felder, berücksichtigt wird. Man geht dann von einer unitären Zeitentwicklung des Gesamtsystems aus Objekt und Messgerät aus. Die Dekohärenz macht verständlich, warum nach einer Messung keine weiteren quantenmechanischen Interferenzen mehr auftreten. Aber auch hier ist es ein ungelöstes Problem, die mit der einzelnen Messung einhergehende Auswahl eines konkreten Messergebnisses vorherzusagen.
Ob dem Kollaps der Wellenfunktion ein realer physikalischer Vorgang unabhängig vom Beobachter zuzuordnen ist, kann auch mit weiterentwickelten Experimenten, wie Delayed-Choice-Experimenten und Quantenradierern nicht eindeutig beantwortet werden. Aufgrund dieser Experimente und der zugehörigen quantenmechanischen Beschreibung kann aber ausgeschlossen werden, dass der Kollaps ein Teil der reversiblen, mikroskopischen Wechselwirkungen ist. Der Kollaps muss vielmehr Teil des gesamten und irreversiblen Messprozesses sein.

## Geschichte
Erste Ansätze zur Erklärung einer quantenmechanischen Messung stammen von Werner Heisenberg. Diese Ansätze wurden 1932 von John von Neumann in seinem Buch Mathematische Grundlagen der Quantenmechanik als Postulate formuliert. Das Postulat eines instantanen Kollapses der Wellenfunktion ruft jedoch seit seiner Einführung Widerspruch hervor und wird heute zumindest als erklärungsbedürftig angesehen. Bereits Schrödingers Katze, ein populäres Gedankenexperiment von Erwin Schrödinger, sollte die Idee eines beobachterabhängigen Kollapses der Wellenfunktion ad absurdum führen, ebenso das Gedankenexperiment Wigners Freund.
Andere Interpretationen der Quantenmechanik wie die De-Broglie-Bohm-Theorie oder die Viele-Welten-Interpretation kommen ohne das Konzept eines Kollapses aus. Die Viele-Welten-Interpretation muss jedoch zur Vermeidung des Kollapses der Wellenfunktion eine Vielzahl messtechnisch unerreichbarer „Welten“ zulassen. Neuere Ansätze, den Zeitpunkt eines möglichen Kollapses der Wellenfunktion zu beschreiben werden auch im Rahmen der Dekohärenz diskutiert.

## Erklärung
In der Quantenmechanik wird ein physikalisches System vollständig durch die Angabe seines momentanen quantenmechanischen Zustands beschrieben. Dieser Zustand kann in einer Eigenbasis eines Operators entwickelt werden.
In der Bra-Ket-Notation schreibt sich die Wellenfunktion dann:
{\displaystyle |\psi \rangle =\sum \limits _{i=1}^{n}c_{i}|\varphi _{i}\rangle }
Der Gesamtzustand {\displaystyle |\psi \rangle } ist eine Überlagerung aller möglichen Eigenzustände {\displaystyle |\varphi _{i}\rangle } mit ihren Wahrscheinlichkeitsamplituden {\displaystyle c_{i}}. Wird an einem solchen System eine Messung durchgeführt, so werden die Experimentatoren stets einen einzigen Messwert ermitteln. Dieser ist der Eigenwert eines der Eigenzustände, die der Art der Messung entsprechen. Unmittelbar nach der Messung befindet sich das System in genau diesem Eigenzustand, denn würde sie wiederholt, müsste sie den gerade bestimmten Messwert mit Sicherheit reproduzieren. Formal bedeutet dies, dass die Superposition von Eigenzuständen durch die Messung auf einen einzelnen dieser Zustände reduziert wird, der Gesamtzustand wird dabei auf einen Eigenraum projiziert. Dieser Übergang vom Zustand der Superposition zu einem bestimmten Eigenzustand wird als Zustandsreduktion bezeichnet. Wenn der Ausgangszustand als Schrödingersche Wellenfunktion dargestellt wird, spricht die Kopenhagener Interpretation auch vom „Kollaps (oder Zusammenbruch) der Wellenfunktion“.

## Der Reduktionsvorgang
Der Kollaps der Wellenfunktion erfolgt instantan, d. h., auch an räumlich weit getrennten Orten ergeben sich sofortige Konsequenzen für die Vorhersage von Messungen am System. Diese Eigenschaft wird als Quanten-Nichtlokalität bezeichnet. An verschränkten Systemen führt die Quanten-Nichtlokalität zur statistischen Korrelation der Messergebnisse, selbst wenn die Orte der Messungen an einem ausgedehnten verschränkten System so weit voneinander entfernt sind, dass eine physikalische Wirkung (Information) selbst mit Lichtgeschwindigkeit nicht schnell genug übertragen werden könnte. Mit einem unpassenden Wort wird dies manchmal als Fernwirkung bezeichnet.
Im Folgenden soll noch ein grundlegender Unterschied zwischen der quantenmechanischen Zustandsbeschreibung und einer „klassischen“ Zustandsbeschreibung, die nur die newtonsche Mechanik verwendet, beschrieben werden. Sofern die Wellenfunktion vor der Messung kein Eigenzustand einer bestimmten Observablen ist, so ist sie eine Superposition aus mehreren Eigenzuständen. Bei einer Messung sind dann verschiedene Messwerte, jeweils mit einer bestimmten Wahrscheinlichkeit möglich. Die Summe aller Wahrscheinlichkeiten ist dabei immer gleich eins. Im Rahmen der Kopenhagener Interpretation wird nun angenommen, dass die Wellenfunktion nicht unmittelbar das physikalische System beschreibt, sondern vielmehr das unvollständige Wissen über das System. Die Wahrscheinlichkeiten ändern sich dann, indem die Messung auch den Informationsstand des Beobachters ändert. Bei einer Messung geht die Wellenfunktion also von einer Superposition aus Eigenfunktionen instantan auf die gemessene Eigenfunktion über. Diese spontane Änderung der Wellenfunktion wird als Kollaps der Wellenfunktion bezeichnet und so gedeutet, dass sich dabei nur der Informationsmangel des Beobachters ändert. Ganz entsprechend haben sich hierzu Heisenberg 1960 in einer brieflichen Diskussion und Styer geäußert, sowie schon 1935  Schrödinger im Zusammenhang mit seiner Veröffentlichung zum Gedankenexperiment mit einer Katze.
Fröhner hat 1998 nachgewiesen, dass die quantenmechanischen Wahrscheinlichkeiten widerspruchsfrei als Bayessche Wahrscheinlichkeiten aufgefasst werden können.